# Villeneuve-sur-Vère
Villeneuve-sur-Vère (okzitanisch Vilanòva de Vera) ist eine französische Gemeinde mit 533 Einwohnern (Stand: 1. Januar 2022) im Département Tarn in der Region Okzitanien. Sie gehört zum Arrondissement Albi und zum Kanton Albi-3 (bis 2015: Kanton Albi-Nord-Ouest).

## Geografie
Villeneuve-sur-Vère liegt etwa zwölf Kilometer nordwestlich des Zentrums von Albi am Rande des Cevennen-Gebirges. Der Vère fließt durch die Gemeinde. Umgeben wird Villeneuve-sur-Vère von den Nachbargemeinden Milhavet im Norden, Virac im Nordosten, Mailhoc im Osten, Castanet (Tarn) im Süden, Cestayrols im Südwesten, Noailles im Westen sowie Livers-Cazelles im Nordwesten.

## Geschichte
Ursprünglich wurde der Ort als Bastide Villeneuve-la-nouvelle um 1212 von Déodat Alaman gegründet.

## Bevölkerungsentwicklung
| 1962                       | 1968 | 1975 | 1982 | 1990 | 1999 | 2006 | 2017 |
| -------------------------- | ---- | ---- | ---- | ---- | ---- | ---- | ---- |
| 409                        | 357  | 361  | 366  | 351  | 363  | 401  | 494  |
| Quellen: Cassini und INSEE |      |      |      |      |      |      |      |

## Sehenswürdigkeiten
- Kirche Saint-Sauveur aus dem 15. Jahrhundert
- Kirche Notre-Dame de la Gardelle aus dem 15. Jahrhundert
- Kirche Saint-Étienne aus dem 15. Jahrhundert in Brès
- Pfarrhaus